# Pedro Segura (religioso)
Pedro Segura y Sáenz (Carazo, provincia de Burgos, 4 de diciembre de 1880-Madrid, 8 de abril de 1957) fue un canonista, arzobispo y cardenal español. Ocupó durante la Restauración los cargos de obispo auxiliar de Valladolid (1916-1920), obispo de Coria (1920-1926), arzobispo de Burgos (1926-1927) y arzobispo primado de Toledo (1927-1931). Tras un exilio durante la Segunda República fue nombrado arzobispo de Sevilla (1937-1957), manteniendo en esta etapa relaciones ásperas con el dictador Francisco Franco.
Se le ha definido como un hombre de fuerte carácter, católico intransigente e inmovilista.

## Primeros años y formación
Pedro Segura fue el segundo de los seis hijos de un humilde matrimonio de maestros de primera enseñanza. Su hermano Quintín, el primogénito, fue sacerdote en las parroquias de Sotopalacios y Villagonzalo Pedernales. Su hermano Emiliano llegó a canónigo de la Catedral de Toledo.

### Formación
Pedro estudió entre 1891 y 1894 en el colegio que los escolapios habían fundado en el Monasterio de San Pedro de Cardeña. En las asignaturas de Latín, Retórica, Geografía e Historia obtuvo una calificación de sobresaliente. Continuó sus estudios en el Seminario Pontificio de Comillas, con los jesuitas. Por entonces, todos los alumnos que accedían a este centro lo hacían becados, por lo que Pedro Segura pudo acceder sólo después de haber aprobado una dura oposición. Entre 1894 y 1896 estudió tres cursos de Gramática latina y entre 1896 y 1898 hizo dos cursos de Humanidades sacando sobresaliente en todas las asignaturas. Entre 1898 y 1901 estudió tres cursos de Filosofía, también con todo sobresaliente. En mayo de 1901, debido a un grave problema hepático, se trasladó a la casa de sus padres. En septiembre de 1902 se reincorporó al seminario de Comillas para estudiar Teología.
Un decreto del papa Pío X del 29 de marzo de 1904 dio al centro de estudios de Comillas el rango de universidad pontificia. El 26 de junio de 1904 el rey Alfonso XIII, el II marqués de Comillas y el general Polavieja visitaron la Universidad Pontificia de Comillas.
En 1905, cuando Pedro estudiaba el cuarto curso de Teología y el primero de Derecho Canónico, fue elegido bedel, lo que le hacía encargado de que los seminaristas más jóvenes cumpliesen las normas de conducta y responsable de un diario. En este diario, que él escribió entre el 1 de octubre de 1905 y el 31 de julio de 1906, figuraban los hechos más relevantes que iban sucediendo en el centro. Fue ordenado sacerdote el 9 de junio de 1906 en la capilla del seminario pontificio.
Continuó estudiando en la Universidad Pontificia de Comillas, donde obtuvo el doctorado en Sagrada Teología en 1906, el doctorado en Derecho canónico en 1908 y el doctorado en Filosofía en 1911 . 

### Vida sacerdotal y docente
En 1908, habiendo obtenido ya los doctorados en Sagrada Teología y en Derecho canónico y siendo ya sacerdote, abandona Comillas y es destinado como párroco a Salas de Bureba, donde desempeñará sus oficio pastoral durante un año. En 1909 abandona Salas de Bureba para ocupar la Cátedra de Derecho canónico en la Universidad Pontificia de Burgos. Fue profesor de esta disciplina durante tres cursos (1909-1912) . Durante esta etapa docente aprovechó para continuar sus estudios filosóficos, obteniendo el doctorado en Filosofía por la Universidad Pontificia Comillas en 1911. 
En 1912 ganó por oposición el cargo de canónigo doctoral de la catedral de Valladolid, por lo que abandonó Burgos y se instaló en Valladolid. Entre 1912 y 1916 fue catedrático de Derecho canónico y prefecto de estudios en la Universidad Pontifica de Valladolid. En 1913 se celebró en Valladolid el Primer Congreso Nacional de Catequesis. Pedro Segura fue encargado de la Exposición Catequística de este congreso, que reunió material docente usado por catequistas de toda España.

## Obispo auxiliar de Valladolid
El 14 de marzo de 1916 la Santa Sede nombró a Pedro Segura obispo auxiliar del arzobispo de Valladolid, el cardenal José María de Cos, y obispo de titular de Apollonia.
Tras las desamortizaciones de la primera mitad del siglo XIX la Iglesia católica en España había perdido buena parte de sus ingresos y, con el Concordato de 1851, el Estado se comprometió a pagarle una renta anual. En septiembre de 1916 el ministro de Hacienda, Santiago Alba, había anunciado un plan de austeridad que reducía el dinero que se le daba. En una reunión en Ávila que tuvo lugar en octubre, y a la que asistió Segura porque Cos estaba enfermo, se habló de cómo lograr que el Gobierno español aumentase la dotación para el clero. La principal demanda de la Archidiócesis de Valladolid era un aumento del sueldo del clero de las parroquias, lo que no se consiguió.
Entre 1917 y 1923 hubo una gran conflictividad social en España, dentro del periodo conocido como Crisis de la Restauración. En enero de 1919 el arzobispo de Valladolid constituyó una Junta de Acción Católica en su archidiócesis que incluyó a miembros de partidos políticos conservadores. El propósito era defender la Iglesia católica y el orden público. El 30 de mayo de 1919 acudió, en representación del anciano Cos, al Cerro de los Ángeles de Getafe para la consagración de España al Sagrado Corazón de Jesús realizada por Alfonso XIII.
José María Cos murió el 17 de diciembre de 1919 y Pedro Segura quedó como vicario capitular. Pedro Segura tuvo ocasión de estar con Alfonso XIII el 8 de abril en Valladolid y el 9 de abril en el Monasterio de Santa Clara de Tordesillas.

## Obispo de Coria
Pedro Segura fue nombrado obispo de Coria por un Real Decreto del 15 de abril de 1920, al cual siguió una bula del papa Benedicto XV preconizándole el 10 de junio de 1920. Dentro de las visitas pastorales por su diócesis, estuvo en la comarca de Las Hurdes en mayo de 1921 escuchando sus necesidades. Esta región era conocida desde el siglo XIX por su pobreza.
Pedro Segura fue invitado al VII Centenario de la Catedral de Burgos, que tuvo lugar el 20 de julio de 1921. Coincidió de nuevo con Alfonso XIII en el Monasterio de Santo Domingo de Silos y en el traslado de los restos del Cid Campeador y Jimena Díaz desde el Monasterio de San Pedro de Cardeña hasta la Catedral de Burgos. También se encontró con la miseria al visitar a los obreros de Coria y Cáceres. Escribió a este respecto:

El día en que este joven obrero se vea rodeado de solicitud paternal y cariño de las clases directoras que hoy en buen número de casos no se ocupan de él más que para explotarle inicuamente; el día en que al niño no se le abandone a las puertas del taller o de la fábrica a merced del mejor postor que le reclame, sino que se le lleve de la mano hasta dejarle dentro de un hogar confortable [...] ese día se habrá dado un gran paso, si ya no es el definitivo, en orden a la solución al pavoroso problema de la cuestión social.

Los días 26, 27 y 28 de febrero de 1922 Pedro Segura dio exitosas conferencias con diapositivas en el palacio episcopal de Cáceres sobre su visita a Las Hurdes. En la Semana Santa de 1922 los doctores Gregorio Marañón, José Goyanes Capdevila y Enrique Bardají López, así como el catedrático Luis de Hoyos Sainz y el diputado conde de la Romilla recorrieron Las Hurdes y elaboraron una memoria sobre su deplorable estado, destacando la ausencia de médicos y el hambre. En mayo de 1922 Segura regresó a la comarca para distribuir limosnas recaudadas. El 3 de junio el conde de la Romilla interpeló al Gobierno en el Congreso de los Diputados sobre la ausencia en Las Hurdes de médicos, caminos, etc.
Entre el 20 y el 24 de junio de 1922 el rey Alfonso XIII visitó Las Hurdes acompañado de políticos como el ministro Vicente Piniés Bayona, de los doctores Marañón y Bardají, de periodistas como García Mora y del fotógrafo Campúa. El obispo Pedro Segura les esperaba en algunas de las localidades que iban visitando y recibió grandes elogios del monarca por su labor.
El 24 de junio de 1922 Pedro Segura dirigió al rey un informe sobre las necesidades de la comarca de Las Hurdes. Por Real Decreto del 18 de julio de 1922 se creó el Real Patronato de Las Hurdes, una institución de beneficencia dependiente del ministerio de la Gobernación y presidida por Alfonso XIII. El vicepresidente de este patronato fue el obispo Pedro Segura. Los once fines del patronato eran de tipo sanitario, de repoblación forestal, de mejora de las comunicaciones, de propaganda, de protección de los hurdanos emigrantes, etc.
El 31 de enero de 1923 creó una Junta Diocesana de Acción Católica, a cargo del canónigo de la Catedral de Coria Pedro Falces. Esta tendría su sede en un Casa Social en Cáceres. Segura quiso crear un medio de comunicación que sustituyese al Diario de Cáceres, que no tenía periodicidad y que no era ningún referente regional. El 1 de abril de 1923 fundó el diario Extremadura. El 4 de abril de 1923 el diario Extremadura apoyó una carta firmada por los obispos contra la propuesta del ministro José Manuel Pedregal de reformar la Constitución para permitir cierta libertad de culto. En mayo de 1923 Pedro Segura presidió una peregrinación a Roma de las asociaciones españolas de la Virgen de la Medalla Milagrosa y se entrevistó con el papa Pío XI.

### Dictadura de Primo de Rivera
El 13 de septiembre de 1923 comenzó la dictadura de Miguel Primo de Rivera. Pedro Segura firmó una carta pastoral el 24 de septiembre en la que hablaba de cooperar para el resurgimiento de una España grande y cristiana. El 24 de octubre los obispos de la provincia eclesiástica de Toledo, incluido el de Coria, se reunieron en Toledo para mostrar su apoyo a las medidas tomadas por el Gobierno. El diario Extremadura, en un artículo del 22 de diciembre de 1923, animó a los católicos a apoyar la dictadura de Miguel Primo de Rivera.
El 23 de enero de 1924 Pedro Segura estuvo en Valencia de Alcántara celebrando el santo de Alfonso XIII. Tras esto, Segura se dirigió de nuevo a Las Hurdes con Gregorio Marañón y, en febrero de 1924, fue a Madrid. El Real Patronato de Las Hurdes estaba presidido entonces por el subsecretario de Gobernación Severiano Martínez Anido. En el seno del patronato se decidió que Marañón dirigiese la comisión de Sanidad y Segura la de Enseñanza. En la comarca había 11 escuelas, pero los niños no iban debido a los malos caminos y a que eran usados para cuidar cabras.
Segura acudió a Las Hurdes de nuevo entre el 18 y el 20 de junio de 1924 acompañado por Severiano Martínez Anido y Vicente Piniés para supervisar la construcción de tres fábricas, edificios con dispensarios médico-farmacéuticos, edificios de puericultura, infraestructuras de correos, teléfono y telégrafos y un cuartel de la Guardia Civil. El resto del verano de 1924 lo pasó en el palacio episcopal de Lagunilla. En noviembre de 1924 Segura inspeccionó nuevamente los avances en Las Hurdes.
El 26 de abril de 1925 Pedro Segura estuvo en la entronización del Sagrado Corazón de Jesús en Cáceres, evento apoyado por el Ayuntamiento (solo votó en contra un concejal socialista). Tras pasar el verano de 1925 en el palacio de Lagunilla, se dirigió en peregrinación a Roma con motivo del Año Santo. Fue recibido por el papa Pío XI el 21 de septiembre. El 11 de diciembre de 1925 Pío XI firmó su encíclica Quas Primas sobre la realeza de Jesucristo. Pedro Segura habló de la encíclica en una pastoral del 24 de diciembre y, desde entonces, era habitual que en las visitas pastorales por los pueblos su diócesis celebrase ceremonias de entronización del Sagrado Corazón de Jesús.
Entre abril y mayo de 1926 visitó nuevamente la comarca de Las Hurdes. Fue el 6 de mayo en Las Mestas donde se enteró de que había sido nombrado arzobispo de Burgos. El 22 de septiembre de 1926 apareció en la Gaceta de Madrid el decreto de Alfonso XIII que proponía a Pedro Segura como arzobispo de Burgos. El 14 de noviembre de 1926 erigió una estatua del Sagrado Corazón de Jesús en el Santuario de la Montaña de Cáceres.

## Arzobispo de Burgos
El 8 de enero de 1927 la Santa Sede le nombró arzobispo de Burgos y el 29 de enero obtuvo el exequatur del ministro Galo Ponte. Llegó a Burgos el 11 de febrero. En junio de 1927 visitó de nuevo Las Hurdes acompañado de varios miembros del patronato.

## Cardenal primado de España
En octubre de 1927 Pedro Segura habló en Madrid con Alfonso XIII y Miguel Primo de Rivera y aceptó ser propuesto como arzobispo de Toledo, primado de España. Tras esto, regresó a Burgos. Pío XI le preconizó arzobispo de Toledo y cardenal el 19 de diciembre de 1927. El solideo le fue entregado el 22 de diciembre por el guardia noble pontificio Camilo Petromarchi. La imposición de la birreta tuvo lugar por Alfonso XIII el 25 de diciembre.
El 7 de febrero de 1928 Pedro Segura fue nombrado director pontificio de la Acción Católica en España. En 1928 Segura redactó una memoria de lo que había logrado el Patronato de Las Hurdes desde su creación. Se había iniciado la construcción de 21 escuelas (solo una estaba acabada); se habían construido factorías en Las Mestas, Caminomorisco y Nuñomorral; se estaba llevando a cabo la repoblación de árboles y se habían construido 39 km de pistas forestales; se habían comenzado a reparar o construir iglesias nuevas para todas las localidades; y, finalmente, había un plan de colonización.Dos millones de españoles se habían marchado al extranjero legalmente entre 1900 y 1927. En una carta pastoral del 28 de febrero de 1928 Segura habló de dar asistencia espiritual a emigrantes españoles que no tenían quien se la diera.
En marzo de 1928 distribuyó una circular donde criticaba la legislación anticatólica de México. El 1 de abril de 1928 escribió que era conveniente para el bien de la Iglesia católica que los obispos se sumasen a una colecta para Miguel Primo de Rivera en el quinto aniversario de su llegada al poder, pero daba libertad para no participar a los clérigos que se opusiesen. Entre finales de abril y mediados de mayo de 1928 realizó un recorrido por el sur de Francia para encontrarse con españoles emigrados y el 17 de mayo escribió a Alfonso XIII dándole cuenta de la situación de aquellos.
El 8 de junio de 1928 estuvo con Alfonso XIII en una cabalgata en Toledo con gente disfrazada de personajes españoles del Siglo de Oro. En agosto de 1928 el cardenal Segura pidió a Miguel Primo de Rivera que tomase medidas contra el fraile Emiliano María Revilla. El dictador decidió ponerse en contacto con el provincial de los franciscanos para pedirle que prohibiese a Revilla realizar cualquier tipo de campaña y desterrarle.
Los obispos se reunieron en Madrid en octubre de 1928 y solicitaron un aumento de los sueldos para los religiosos. El cardenal Segura redactó tres documentos dirigidos al Gobierno para esto. El 27 de noviembre pidió a la sección de presupuesto de la Asamblea Nacional un aumento de 10 millones de pesetas en la asignación al clero pero Primo de Rivera se opuso. Segura se reunió con los obispos en diciembre y emitieron un comunicado en el que seguían pidiendo un aumento para el clero. Finalmente, se consignó en los presupuestos para 1929 un aumento de 5 millones. Domingo García, mexicano exiliado en Las Vegas, le escribió al cardenal Segura en noviembre de 1928 sobre la guerra cristera.
En 1881 el cardenal Juan Ignacio Moreno y Maisanove, arzobispo de Toledo, había promulgado las Bases Constitutivas de la Unión de los Católicos de España. En 1926 el arzobispo de Toledo Enrique Reig Casanova publicó sus Principios y Bases para la Acción Católica en España. En el verano de 1928 el cardenal Segura comenzó a organizar la Acción Católica española. En diciembre de 1928 Segura estuvo en Roma y recibió instrucciones para esta labor. 
El 20 de enero de 1929 constituyó la Junta Central de Acción Católica, presidida por Carlos Rodríguez San Pedro y Alvargonzález y con nueve vocales, entre los cuales estaba el democristiano Severino Aznar. El 23 de enero de 1929 escribió una admonición contra el Rotary Club, al que definía como "de carácter neutro" y consideraba que no era conforme al espíritu de la Iglesia católica. El 14 de febrero de 1929 ofició el funeral por la madre de Alfonso XIII, María Cristina, en el Palacio Real de Madrid. Había rumores en Madrid y en la prensa extranjera de que el nuncio Federico Tedeschini tenía poca ejemplaridad de vida. Federico Santamaría, presidente de la Liga Nacional de Defensa del Clero, decidió organizar un homenaje al nuncio para contrarrestar esto. El cardenal Segura y los arzobispos metropolitanos decidieron, en abril de 1929, no participar. El nuncio terminó por manifestar a la Liga que no creía procedente el homenaje, que no se celebró.
En octubre de 1929 el cardenal Segura fue a Roma con 1 200 peregrinos de Toledo, Santiago, Burgos y Valladolid a celebrar el año jubilar por los cincuenta años de la ordenación como sacerdote de Pío XI. Segura permaneció un mes en Roma. El 6 de noviembre el papa le entregó una carta sobre la Acción Católica en la que indicaba que no era un partido político (aunque sus miembros pudieran participar en la política bajo su responsabilidad) y que las organizaciones dentro de la misma debían someterse a normas de la jerarquía eclesiástica. Entre el 13 y el 17 de noviembre de 1929 tuvo lugar un Congreso de Acción Católica en Madrid, organizado por el cardenal Segura. El congreso terminó con una peregrinación al Cerro de los Ángeles.
El dictador Miguel Primo de Rivera dimitió el 28 de enero de 1930. En octubre el cardenal Segura y los demás arzobispos fueron a ver al presidente Dámaso Berenguer. Periódicos como La Libertad o El Sol empezaron a acusar al cardenal Segura de conspirar para volver a poner una dictadura para evitar que la izquierda ganase en las próximas elecciones. Berenguer declaró al periódico El Siglo Futuro el 1 de noviembre que en la visita de los arzobispos no se había hablado de política. El periódico La Libertad acusó al cardenal Segura de promover un "absolutismo teocrático" que llevaría a una guerra civil. El 12 de diciembre de 1930 hubo una rebelión militar republicana en Jaca. El cardenal Segura escribió que los sublevados eran enemigos de la unidad católica de España.
En febrero de 1931 José Ortega y Gasset, Gregorio Marañón y Ramón Pérez de Ayala fundaron la Agrupación al Servicio de la República. Tras esto, Segura publicó su exhortación El menosprecio de la Ley de Dios donde hablaba sobre las fracturas ideológicas del mundo contemporáneo. El 15 de febrero la prensa publicó la dimisión en bloque del gobierno de Dámaso Berenguer. El 1 de abril Segura publicó un texto donde comparaba España con un árbol del cual, tras quitársele las ramas de los pueblos del Nuevo Mundo, solo quedaba el tronco y que Dios decidiría tronchar el tronco también si el pueblo continuaba por el mal camino.

### II República
En las elecciones municipales del 12 de abril las candidaturas republicanas ganaron en casi todas las ciudades y Alfonso XIII decidió salir del país el 14 de abril, proclamándose la Segunda República. Tras esto, Segura se limitó a pedir a los feligreses de su diócesis que intensificaran sus oraciones y dio libertad a los obispos españoles para hacer lo que considerasen oportuno. El artículo 6 del Estatuto Jurídico de la República privaba de derechos civiles a quienes "desde fuertes posiciones seculares" dificultasen el establecimiento del nuevo sistema político. En varios periódicos se publicó que Segura había dicho el 18 de abril "Caiga la maldición de Dios sobre España si arraiga la República" pero el ministro socialista Fernando de los Ríos reconoció que el arzobispo de Toledo jamás había dicho eso.
El 24 de abril de 1931 la Santa Sede reconoció oficialmente la República española. El 4 de mayo de 1931 informó a los obispos que, con respecto a las Cortes Constituyentes, se debía apoyar a la coalición católica Acción Nacional, liderada por Ángel Herrera Oria. En una pastoral, redactada el 1 de mayo y publicada el 6 de mayo de 1931, el cardenal Segura dio un mensaje de obediencia a la República y otro de agradecimiento a Alfonso XIII. Y añadió que los católicos debían tomar parte en las Cortes Constituyentes y defender los derechos de la Iglesia católica. En la pastoral estaba también la siguiente frase:

La Iglesia, pues, nos enseña, en primer lugar, que cuando los enemigos del reinado de Jesucristo avanzan resueltamente, ningún católico puede permanecer inactivo, retirado en su honor o dedicado solamente a los negocios particulares

El 7 de mayo el Gobierno español pidió a la Santa Sede que cambiase al cardenal Segura por otro. Por entonces, grupos anticlericales se dedicaron a quemar iglesias y conventos de muchas ciudades de España. El cardenal Segura salió hacia Roma el 13 de mayo de 1931, donde había sido llamado a consulta. El ministro Fernando de los Ríos expresó su satisfacción y dijo que Segura no regresaría a España.
El 24 de mayo fue recibido por el papa Pío XI y el 26 de mayo por el Secretario de Estado Eugenio Pacelli. Se le dieron instrucciones para que, en adelante, los obispos españoles procediesen al unísono en los asuntos delicados. Segura, en acuerdo con todos los arzobispos, envió una exposición al presidente Niceto Alcalá-Zamora el 3 de junio en la que le pedía que se retirasen los decretos anticlericales aprobados. Segura regresó a Madrid el 11 de junio. Ese día se publicó un documento consensuado por los arzobispos metropolitanos el pasado 9 de mayo en el que se mostraba respeto por el poder público. También se exhortaba a los católicos a defender los intereses de la Iglesia católica. También se dijo que su silencio no significaba que estuviesen de acuerdo con los recientes hechos lesivos para la Iglesia católica.

## Exilio
El 14 de junio el cardenal Segura fue detenido por la Guardia Civil en Guadalajara durante seis horas. Luego le dejaron ir a dormir al convento de los paúles. El 15 de junio el Gobierno le pidió al papa que obligase a Segura a abandonar España. El sustituto del Secretario de Estado de la Santa Sede Alfredo Ottaviani respondió que el papa no tomaría esa medida si no se concretaban cargos contra Segura. El Gobierno decidió actuar por su cuenta y, el 15 de junio, el cardenal Segura fue escoltado hasta Irún y se le obligó a cruzar la frontera francesa. Ese mes se instaló en Lestelle-Bétharram y, en agosto, se encontraba en Bayona.
El cardenal Segura se comunicaba con el resto de los obispos desde Francia por escrito. Quiso que los obispos se pusiesen de acuerdo en una pastoral crítica con el proyecto constitucional. Esta se publicó el 15 de agosto de 1931 en El Siglo Futuro.
El 14 de agosto de 1931 le fueron confiscados al vicario de Vitoria Justo Echeguren en Irún dos circulares redactadas por Segura el 20 de julio sobre la protección de los bienes de la Iglesia y un informe sobre la custodia de los bienes eclesiásticos. Echeguren se dirigía a Francia para visitar al obispo exiliado Mateo Múgica. Según el ministro de la Gobernación, Miguel Maura, los documentos incautados eran instrucciones para vender bienes eclesiásticos y poner a salvo el dinero recaudado, considerándolo un caso de contrabando.
La curia romana le comunicó al cardenal Segura, a través del nuncio en París, que se abstuviese de futuros comunicados. La Santa Sede decidió que una comisión formada por los arzobispos de Valladolid y Tarragona y del patriarca de las Indias trabajase en Madrid mientras se discutían los artículos constitucionales dedicados a la religión.
El 14 y el 18 de septiembre de 1931 el presidente Niceto Alcalá-Zamora y el ministro Fernando de los Ríos dijeron que, si Segura dimitía, defenderían en los debates parlamentarios lo siguiente: personalidad jurídica de la Iglesia católica y libre ejercicio de su culto, un convenio con la Santa Sede, respetar los derechos civiles de las congregaciones, una libertad de enseñanza que incluyese a la Iglesia y mantener las asignaciones económicas al clero.
La Santa Sede solicitó a Segura que dimitiese voluntariamente. Dimitió el 26 de septiembre y la prensa informó del hecho el 30 de septiembre. El 7 de noviembre fue a Vichy. El 21 de diciembre se trasladó a Roma para ser cardenal de la curia. Fue titular de la Basílica de Santa María en Trastevere. En el exilio se carteó frecuentemente con Isidro Gomá, obispo de Tarazona desde 1927 y arzobispo de Toledo desde 1933, y con la Hermandad de la Sagrada Familia, una asociación de laicos española que presidía. En diciembre de 1935 decidió alejarse de Gomá por discrepancias sobre su gestión.
El 10 de agosto de 1932 el general José Sanjurjo dio en Sevilla un golpe de Estado que fracasó. Manuel Fal Conde fue apresado en Sevilla con otros carlistas, acusado de haber participado en los hechos. El cardenal Segura le escribió a Fal Conde una carta de apoyo que fue interceptada por la policía y filtrada al diario Luz en septiembre. Le decía que su causa era la de Jesucristo. Este apoyo a los carlistas se debió a que consideraba que eran los únicos que defendían los "inmutables principios tradicionalistas".
El cardenal Segura llegó a calificar al periódico El Debate, fundado por Herrera Oria, como «papelucho liberal» por defender una visión accidentalista de las formas de gobierno, incompatible, a su juicio, con un buen católico. Según Pedro Sainz Rodríguez, el cardenal Segura nunca había leído más periódico que El Siglo Futuro. En 1933 enviaría una carta a su director, Manuel Senante, en la que adjuntaba un cheque y transmitía su bendición a todos los redactores y lectores del diario.
El 14 de febrero de 1934 el carlista Fal Conde le propuso al cardenal Segura un plan, que podía modificarse con sus correcciones, para dar un golpe de Estado violento, poner una dictadura transitoria y que las Cortes eligiesen a un rey. Se desconoce qué respondió Segura. Pese a esto, continuó con su correspondencia con Fal Conde y estrechó sus vínculos con el carlismo.

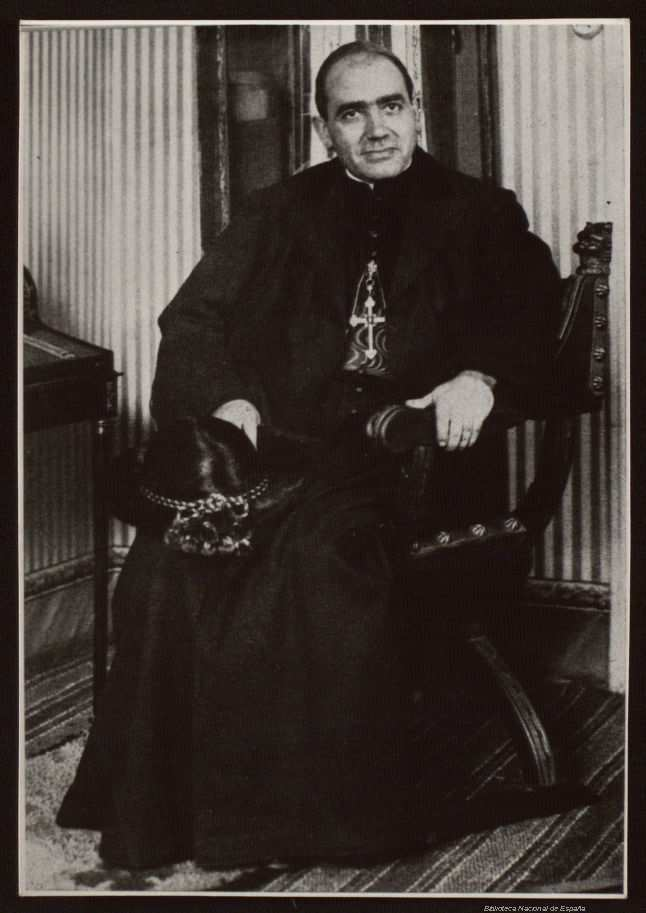
El cardenal Segura en mayo de 1936.

En julio de 1936 parte del ejército se sublevó contra el Gobierno y empezó la guerra civil española. El 13 de agosto Fal Conde escribió a Segura que había leído rumores en la prensa extranjera de que los alzados contra la República pondrían a Segura como regente. El cardenal respondió el 22 de agosto que no se preocupase de ese bulo. También le adjuntó una nota con seis observaciones y siete consecuencias acerca de cómo debían encauzarse los asuntos eclesiásticos. La observación segunda mostraba su tradicionalismo:

Dado el fracaso total del sistema liberal en la gobernación del Estado, se aspira como base a restablecer el régimen que ha tenido España durante siglos y que la hizo grande

El 10 de septiembre de 1936 Fal escribió desde Pamplona al cardenal Segura para hablarle de la cuestión de fusilar a los nacionalistas vascos del clero. Segura se mostró de acuerdo con que se aplicase el bando militar de los sublevados a quienes lo incumpliesen. Los dos pensaban que el competente para levantar el fuero personal a estos clérigos debía ser Marcelino Olaechea. La Junta de Defensa Nacional expulsó el 14 de octubre a Mateo Múgica, que se opuso a esta represión. Los sublevados fusilaron a un total de 14 sacerdotes durante la guerra.
El 17 de marzo de 1937 Eugenio Vegas Latapie, Luis María de Zunzunegui y José Ignacio Escobar fueron a Roma en nombre de Acción Española y Renovación Española a hablar con el cardenal Segura para que organizase una entrevista entre el pretendiente carlista, Javier de Borbón-Parma, y el hijo de Alfonso XIII, Juan de Borbón. Javier de Borbón-Parma fue a ver al cardenal Segura el 18 de marzo para decirle que Alfonso XIII no podía volver al trono, que Juan de Borbón debía aceptar el tradicionalismo para recibir la cooperación de la Comunión Tradicionalista Carlista, que quería mantener una entrevista con el cardenal Pacelli para establecer relaciones y que había dificultades en las relaciones entre Franco y los carlistas. Segura consiguió que Javier se reuniese con Juan y con Pacelli. El 22 de marzo Segura volvió a encontrarse con Javier, que le informó de todo. El 3 de abril Juan de Borbón fue a ver al cardenal Segura y le dijo que el encuentro con Javier de Borbón-Parma se había hecho a espaldas de su padre. Pedro Segura le dijo que fuese reservado y que los intereses de la patria debían prevalecer.
El 26 de abril de 1937 su hermano Emiliano, canónigo de la catedral de Toledo, murió en un accidente de tráfico. Tras esto, el papa autorizó a Pedro Segura a ir a España. Segura informó al diplomático que los sublevados habían enviado a la Santa Sede, Antonio Magaz, de que iba a viajar a España y que su intención era pasar desapercibido. El 14 de mayo se encontraba ya en Toledo. El 27 de mayo llegó a tierras vascas y se dedicó a ejercer el sacerdocio en Azpeitia.
En julio de 1937 los obispos españoles (con excepción de Mateo Múgica y Francisco Vidal y Barraquer) emitieron una Carta Colectiva apoyando el alzamiento. Como Segura no era obispo por entonces, no la firmó. El 10 de agosto de 1937 murió el arzobispo de Sevilla, cardenal Eustaquio Ilundain. El 13 de agosto de 1937 el cardenal Segura estuvo en Sevilla para representar al papa Pío XI en el funeral de aquel prelado. Tras esto, regresó a Azpeitia.

## Arzobispo de Sevilla y relación con Franco

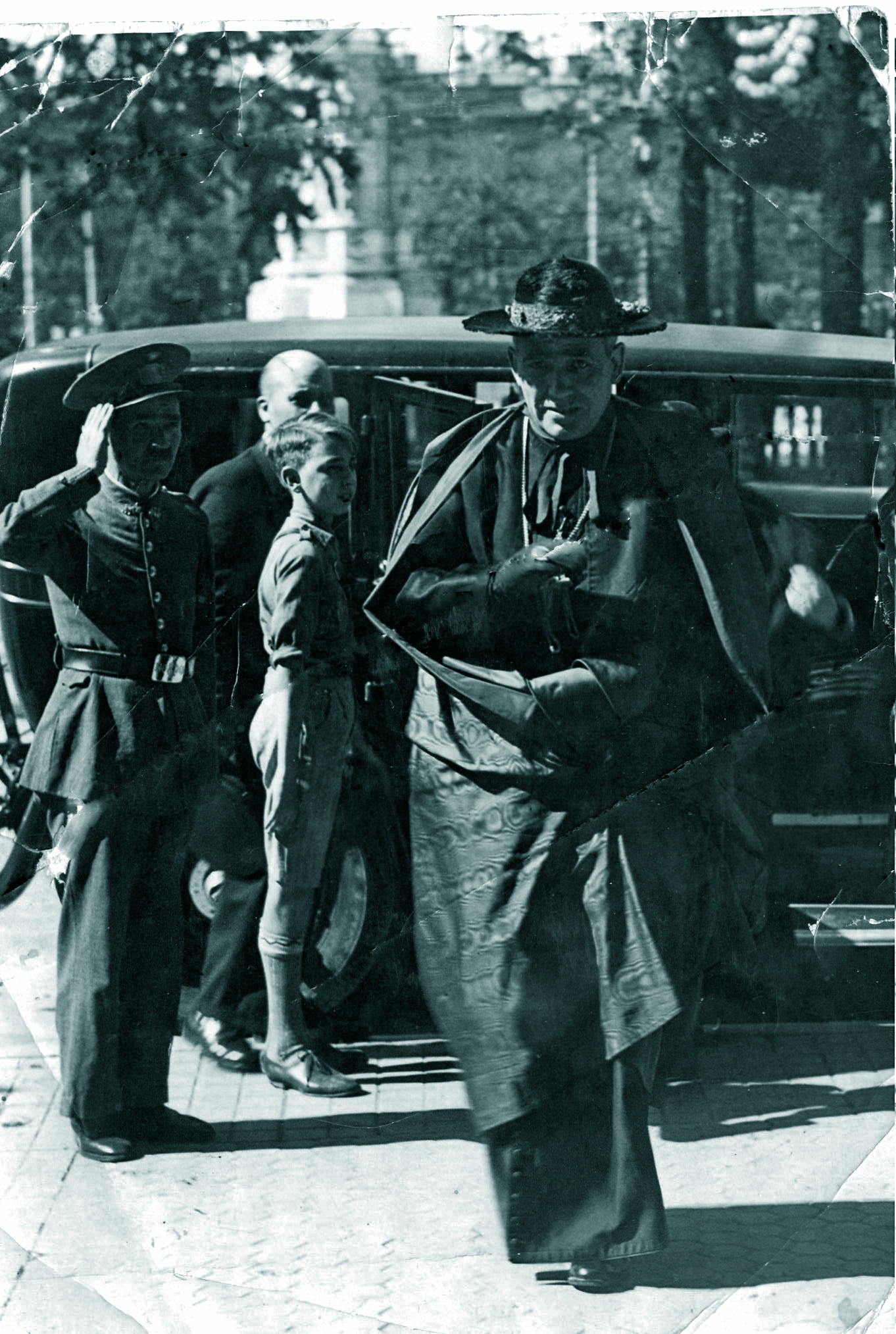
El cardenal Segura es saludado por un policía municipal de Sevilla, alrededor del año 1950.

El 11 de septiembre de 1937 el diplomático Pablo de Churruca informó al secretario de Relaciones Exteriores de los sublevados, Francisco Serrat y Bonastre, que el secretario de Estado de la Santa Sede, Pacelli, le había comunicado que Segura sería designado arzobispo de Sevilla con el propósito de "complacer" a Francisco Franco y a los católicos españoles. En los primeros días de octubre de 1937 Segura fue recibido en audiencia por Pío XI en Castelgandolfo. El 12 de octubre llegó a Sevilla, siendo recibido por las autoridades locales y multitudes. De lo primero que se dio cuenta Pedro Segura era de que en la archidiócesis había solo unos 500 sacerdotes para atender 427 parroquias. Llegó a la conclusión de que hacían falta unos 800. Pedro aceptó del arzobispo de Toledo, Isidro Gomá, 6 sacerdotes que le mandaba con la condición de que no fuesen separatistas. Dedicó el mes de noviembre a visitar sedes de arciprestazgos. En los últimos días del mes le dijo a Isidro Gomá que debía de derogarse toda la legislación republicana por ser antirreligiosa.
El 14 de enero de 1938 redactó una pastoral sobre la necesidad de mantener las asociaciones católicas de profesionales, que algunos consideraban ya innecesarias al ser el franquismo católico. Tras esto, hubo rumores de que había oposición entre la Acción Católica y Falange, que el líder falangista Pedro Gamero del Castillo se encargó de desmentir. El 9 de marzo se aprobó el Fuero del Trabajo que integraba todas las asociaciones profesionales en los sindicatos verticales. El 15 de marzo Francisco Estévanez, director del diario El Castellano, escribió a Segura criticando el fuero. Desde julio de 1936 falangistas, carlistas y otros grupos empezaron a celebrar misas de campaña al aire libre. Desde 1937 el cardenal Ilundain se dedicó a denegarlas por sistema. En enero de 1938 Segura publicó una prohibición de este tipo de misas, argumentando el derecho canónico no las permitía. Segura escribió al cardenal Pacelli que estas misas al aire libre eran una profanación y que, al ser tan vistosas, servían para justificar la religiosidad de la Falange. El 7 de junio de 1938 fue recibido por Pío XI en Castelgandolfo.
El 1 de octubre de 1938 celebró los dos años de la Jefatura del Estado de Franco con una ceremonia en la que entonó un Te Deum. Entre el 23 de octubre y el 18 de noviembre de 1938 visitó los arciprestazgos de Santiponce, Sanlúcar de Barrameda, Jerez de la Frontera, El Puerto de Santa María y Huelva. El 20 de noviembre de 1938 celebró una misa en honor a José Antonio Primo de Rivera en la catedral de Sevilla. Sin embargo, no dijo nada de situar el nombre de José Antonio o de los caídos en la guerra en la catedral o en alguna iglesia. Tras esta misa hubo un desfile ante una Cruz dedicada a los caídos situada en un muro del Alcázar, donde también se grabó el nombre de José Antonio. En ese acto Segura decidió no estar presente, enviado a su vicario Jerónimo Armario. El franquismo consideró la guerra civil como una Cruzada. La Delegación Nacional de Frentes y Hospitales había nombrado el 8 de diciembre, Día de la Inmaculada Concepción, como "Día del Cruzado". El 30 de noviembre de 1938 Segura escribió a Gomá que el 8 de diciembre debería ser solamente el Día de la Inmaculada Concepción.
En el boletín de la archidiócesis de Sevilla del 1 de enero de 1939 se insertó un resumen de una pastoral de los obispos alemanes del 18 de agosto de 1938 contra las doctrinas raciales nazis y contra la intención "de extirpar el mismo cristianismo para introducir una fe que nada tenía que ver con la verdadera fe divina y con la fe cristiana". El 24 de enero el régimen de Franco y la Alemania nazi firmaron un convenio de colaboración cultural, que suscitó protestas por parte de la Santa Sede y una carta en contra firmada por el primado español Isidro Gomá el 9 de febrero en nombre de todos los obispos españoles. En la carta se decía que este acuerdo se llevaba a cabo con una Alemania que iba en contra de la España "delicada y cristianísima". En marzo de 1939 Segura participó en el cónclave que escogió como papa a Pacelli, que tomó el nombre de Pío XII. El 5 de marzo se reunió con Pío XII. El 24 de marzo de 1939 dio una conferencia en Sevilla donde alertó contra el peligro de los intercambios culturales. Esto fue entendido como una crítica al convenio cultural con la Alemania nazi.
El 1 de abril de abril de 1939 terminó la guerra civil y Segura redactó una alocución pastoral agradeciendo a Dios la victoria. En la visita de Franco a Sevilla en abril de 1939 Segura se ausentó en un par de actos. Franco llegó a Sevilla la noche del 15 de abril, alojándose en el Palacio de Yanduri. La mañana del 16 de abril fue a catedral, donde fue recibido por las autoridades locales y por el vicario Jerónimo Armario en representación de Segura. El arzobispo de Sevilla solamente llegó poco antes de comenzar la procesión de la Virgen de los Reyes. Tras la procesión, a medio día, el acalde, el presidente de la Diputación Provincial y el cardenal Segura visitaron a Franco en el Palacio de Yanduri. La mañana del 17 de abril tuvo lugar el primer "Desfile de la Victoria" en Sevilla y Segura mandó en representación suya a Jerónimo Armario. Posteriormente, a mediodía, el arzobispo tampoco acudió a la recepción con Franco en el Alcázar. El 19 de mayo de 1939 tuvo lugar un "Desfile de la Victoria" en Madrid. Segura mandó en representación suya a su vicario.
El 30 de agosto de 1939 fueron apresados en la cárcel de Carmona 14 frailes carmelitas, 1 pasionista y 40 sacerdotes acusados de ser nacionalistas vascos. Segura quiso que se les aplicase la Ley de Redención de Penas y que fuesen reintegrados a sus diócesis para realizar trabajos pastorales. Segura fue a a Madrid a interceder por los presos vascos ante el ministro de Justicia. Entonces tuvo conocimiento de que el Gobierno había prohibido la pastoral de Gomá Lecciones de la guerra y deberes de la paz, donde se pedía a los católicos perdonar y se exigía que el Gobierno reconstruyese la patria cristianamente sin caer en un "estatismo moderno y exagerado".
A comienzos de 1940, el antiguo oficial de la Guardia Civil y general republicano Antonio Escobar Huerta había sido sentenciado a muerte por los tribunales militares franquistas. Escobar era un católico convencido, algo que no había ocultado durante la guerra civil en la zona republicana. Segura escribió una carta a Franco pidiéndole clemencia con el antiguo oficial, llegando a decirle: «Si fusila a Escobar, no fusila a un hombre; fusila a un santo». A pesar de ello, Escobar fue finalmente fusilado. El 9 de marzo de 1940 el alcalde de Sevilla publicó un bando donde se decía que el "saludo nacional" se reservase solamente para los casos que la ley obligaba y que no se usase frente a las imágenes religiosas. El cardenal estuvo de acuerdo con esto y mandó a los sacerdotes que leyesen el bando a los fieles el Domingo de Ramos.
Franco fue a Sevilla en la Semana Santa de 1940. Segura fue a verle el Miércoles Santo. Franco llegó tarde a los oficios del Jueves Santo en la catedral. Después de trasladar la eucaristía a un monumento la comitiva de Franco se retiró en vez de volver al altar mayor, como estaba previsto. El Viernes Santo, 22 de marzo, por la mañana se presentaron en el palacio arzobispal dos jóvenes que decían que venían de parte de Serrano Suñer y Franco para decirle que fuese a la calle de la Campana para asistir a una procesión. El cardenal declinó el ofrecimiento informal. Segura había alegado mal estado de salud para ver la procesión a su paso por la catedral, que se encuentra junto al palacio arzobispal. Por la tarde, Franco ocupó su sitio en la catedral antes que el cardenal Segura y, cuando el cardenal llegó, fue directo a la capilla del monumento. Tras la ceremonia dio a besar su anillo a las autoridades, pero no a Franco, que se había marchado antes de tiempo. Segura se marchó de la ciudad para hacer visitas pastorales el Domingo de Resurrección, 24 de marzo, regresando a Sevilla el 26 de marzo.
En la noche del 25 al 26 de marzo unos falangistas pintaron en el exterior del palacio arzobispal "Franco, Franco, Franco", "Arriba España" y el símbolo de Falange. El cardenal encargó borrar las pintadas pero el obrero que iba a realizar la tarea fue agredido por falangistas. El 27 de marzo Franco, antes de dejar Sevilla, dio las gracias a las autoridades pero dijo que lo hacía con una excepción que no mencionaba porque estaba en la mente de todos. El 28 de marzo el gobernador civil José Tomás Valverde le dijo a Segura que pusiera el nombre de José Antonio en los muros de las parroquias y que el 1 de abril debía aparecer el nombre en la parroquia del Sagrario de Sevilla. Segura se opuso y amenazó con excomulgar a Valverde si no respetaba su prohibición y no se borraban las pintadas del palacio arzobispal. El nuncio, por orden del papa, logró impedir la excomunión. Tras esto, el Gobierno español pidió a la Santa Sede la expulsión de Segura.
El 30 de abril de 1940 el sacerdote Javier Albert, director del boletín de la archidiócesis de Sevilla, fue atacado por hombres armados con cuchillos. Segura condenó el hecho en una pastoral del 10 de mayo. En abril y mayo de 1940, el gobernador civil de Sevilla envió a Franco notas tomadas de uno de los sermones, donde el cardenal proclamaba que, en la literatura clásica, los caudillos eran los «jefes de una banda de forajidos» y que, en los escritos de San Ignacio de Loyola, caudillo era sinónimo de diablo. La Santa Sede se negó a retirar a Segura de Sevilla y Valverde pidió ser relevado el 19 de julio de 1940, siendo sustituido el 27 de agosto por José Antonio Elola. El 31 de agosto de 1940 Segura aprobó un plan general de misiones para las poblaciones de la archidiócesis. Las misiones comenzaron el 10 de noviembre en Moguer y Aracena y terminaron el 19 de marzo en Sevilla.
En mayo de 1941 estuvo en el Palacio de la Música de Barcelona en la inauguración de un Congreso Nacional de Ejercicios Espirituales y visitó el Monasterio de Montserrat. El 14 de diciembre de 1941 inauguró una casa de ejercicios espirituales en San Juan de Aznalfarache. El 24 de mayo de 1942 bendijo la primera piedra del Monumento al Sagrado Corazón de Jesús en este municipio. Segura también encargó la construcción de un seminario menor en Sanlúcar de Barrameda en 1942. El 14 de agosto de 1942 redactó una admonición Sobre la propaganda protestante en Sevilla, calificando a los protestantes de "enemigos antiguos de nuestra fe". El 30 de abril de 1943 publicó una pastoral titulada Sobre los principales errores modernos, que, según el cardenal Segura en la misma, son:

El racionalismo, el indiferentismo, el socialismo, el comunismo, el liberalismo, el modernismo, el racismo y el totalitarismo.

La Alemania nazi empezó a perder la guerra y Franco quiso incluir a personajes poco alineados con la Falange en las Cortes. En febrero de 1943, Franco designó al cardenal Segura como uno de los cincuenta procuradores que le correspondía escoger. Sin embargo, Segura escribió al dictador rechazando el cargo.
Franco regresó a Sevilla en mayo de 1944. El 7 de mayo Segura estuvo en una imposición de Franco de la Cruz Laureada de San Fernando a Gonzalo Queipo de Llano en la Plaza de España, pero rechazó estar presente con el dictador en la Capitanía y en el Alcázar. En febrero de 1945 quitó el Miserere de Hilarión Eslava que se interpretaba en la catedral de Sevilla en Semana Santa por considerar que no era canto gregoriano ni clásica polifonía.
El 27 de marzo de 1946 firmó su pastoral Sobre los bailes, la moral católica y la ascética cristiana, donde decía que un buen cristiano no debería bailar y que, si lo hacía, no estaba en disposición de comulgar. El 10 de julio de 1946 firmó un decreto para la erección en Sanlúcar de Barrameda de un instituto eclesiástico de segunda enseñanza, con el nombre de Nuestra Señora de los Reyes.
El 12 de abril de 1947 el cardenal Segura volvió a escribir en contra de los bailes. Insistía en el hecho de que no había reglamentado los bailes, sino que los había prohibido, y se lamentaba de que no le hiciesen caso en Huelva y Sevilla. En agosto de 1947 un periodista estadounidense le dijo a Franco había visto en 1938 en Sevilla una iglesia anglicana y Franco le respondió que, en virtud del Fuero de los Españoles, en España disfrutaban de libertad otras confesiones que no eran la católica. El 8 de septiembre de 1947 Segura firmó su pastoral Sobre las palabras del Apóstol: guarda el depósito de la fe contra el protestantismo.
En 4 de septiembre de 1947 quiso trasladar a Sevilla un altar que estaba en depósito la casa de las Hermanas de la Cruz de Estepa pero el vecindario lo evitó con protestas. El 17 de septiembre el retablo pudo ser trasladado con la intervención de la Guardia Civil. Tras esto dimitieron los directivos de todas las asociaciones católicas de Estepa. El 1 de diciembre de 1947 fue contra la película La Fe, sobre un sacerdote con dudas de fe y tentaciones amorosas, prohibiendo a los empresarios proyectar la película y a los fieles verla.
El 1 de abril de 1948 escribió una Carta conteniendo avisos pastorales a las señoras y jóvenes de la Archidiócesis, donde decía que las mujeres cristianas no le habían hecho caso y promovían bailes en las casetas de feria. El 15 de mayo de 1948 el tribunal diocesano instruyó un procedimiento para expulsar a los responsables de las casetas donde se bailase de asociaciones católicas, como las cofradías. El 8 de julio de 1948 redactó una pastoral sobre la salud de las almas, los bailes modernos y las revistas teatrales. En dicha pastoral dijo que exhibir o presenciar la revista teatral La blanca doble era pecado mortal. La blanca doble se representó en Sevilla a finales de 1948 y el cardenal Segura cuestionó públicamente la catolicidad del Estado. En la sabatina del 11 de diciembre alertó contra este tipo de obras de teatro, consiguiendo que las señoras de la Acción Católica y el presidente de la Asociación Católica de Padres de Familia pidiesen la suspensión de las representaciones al alcalde de Sevilla y al gobernador civil, consiguiéndolo el 13 de diciembre.
En octubre de 1948 Franco y su esposa Carmen Polo estuvieron en Sevilla. En un banquete el cardenal iba a situarse a la derecha de Franco y Carmen Polo enfrente. Segura se opuso a esta disposición de las personas y propuso tres alternativas: que no viniese la esposa de Franco, que no fuese él o que no hubiera comida. Finalmente, el banquete fue cancelado. En diciembre de 1948 redactó su pastoral ¡Alerta católicos! Peligro de contagio del alma, en que dio una serie de principios que debían regir un Estado católico. En diciembre de 1948 fue detenido el cardenal primado de Hungría, József Mindszenty, por criticar el régimen comunista. En su pastoral del 31 de diciembre de 1948 el cardenal Segura condenó su captura y reclamó mediación internacional. El 15 de febrero de 1949 Segura le dedicó buena parte del boletín diocesano a este caso.
El 7 de marzo de 1949 lanzó una pastoral donde criticaba que se obstaculizase el magisterio de la Iglesia. El cardenal tenía en su memoria la prohibición en 1939 la pastoral Lecciones de la guerra y deberes de la paz de Isidro Gomá y las barreras en la difusión de sus pastorales sobre el protestantismo de 1947 y sobre los principios que debían regir un Estado católico de 1948. Esta pastoral molestó al Gobierno de Franco y provocó que el ministro de Educación se reuniese con el nuncio. El 27 de marzo el subsecretario de Educación Popular se reunió con Segura y le dijo que sus pastorales no habían sido censuradas y que su escasa difusión se debía a errores o negligencias de organismos de prensa. El embajador español ante la Santa Sede dio parte sobre Segura al sustituto de secretario de Estado Giovanni Battista Montini, pero diplomático llegó a la conclusión de que el Vaticano apenas le daba importancia al asunto.
El papa Pío XII pidió ver a Segura y ambos se reunieron en Roma el 27 de septiembre de 1950. Tras esto, Segura volvió a Sevilla. Regresó a Roma a finales del mismo año con motivo de la proclamación del dogma de la Asunción. En octubre de 1950 Franco visitó las Islas Canarias. En el programa de actos había unos bailes. El obispo de Canarias, Antonio Pildain y Zapiain, también era contrario a la celebración de bailes y, en consecuencia, se negó a participar en un Te Deum y cerró la Catedral de Canarias durante la visita del dictador. El cabildo insular y muchos ayuntamientos canarios pidieron al nuncio la sustitución de Pildain. Segura escribió al nuncio a comienzos de diciembre de 1950 defendiendo al obispo de Canarias.
En las fiestas patronales de Manzanilla se celebraban bailes patronales. Por esto, en 1951 cardenal Segura puso en entredicho al alcalde y al delegado de Festejos y sancionó al párroco con quince días de suspensión. El cardenal Segura organizó nuevas misiones en la diócesis que tuvieron lugar entre noviembre de 1951 y marzo de 1952. El rector de la Universidad Complutense de Madrid, Laín Entralgo, le dijo al ministro de Educación, Joaquín Ruiz-Giménez, que convenía revisar la enseñanza de política, religión y gimnasia en las universidades. El 28 de octubre de 1951 el cardenal Segura hizo un escrito donde criticaba lo que consideró intentos de retirar la enseñanza religiosa de las universidades.
El 20 de febrero de 1952 Segura redactó otra pastoral contra el protestantismo. El 10 de marzo el periódico estadounidense New York Times dijo que en España había una ola de antiprotestantismo. El 14 de marzo el embajador ante la Santa Sede, Fernando María Castiella, se reunió con Giovanni Battista y Domenico Tardini para hablar del cardenal Segura. El 22 de marzo esta pastoral fue comentada en el semanario católico inglés The Tablet. El 24 de marzo la revista estadounidense Time señaló a Segura y a Herrera como exponentes antagónicos del catolicismo español. El 5 de abril la revista jesuita estadounidense América criticó la pastoral de Segura. También se sumó a las críticas el boletín de la archidiócesis de Indianápolis. Sin embargo, la revista católica portuguesa Novidades apoyó la postura de Segura.
En 1952 Segura continuó escribiendo otras nueve pastorales contra el protestantismo, que fueron publicadas también en el boletín diocesano. En julio de 1952 una de estas pastorales, sobre la unidad católica de España, se publicó también en El Correo de Andalucía. El 1 de noviembre de 1952 se publicó en el boletín diocesano una pastoral de Segura contra la presencia de seminaristas en los campamentos del Frente de Juventudes de Falange. Decía que los seminaristas debían estar en ambientes eclesiásticos y no seglares. También criticaba que los homenajes a la Cruz de los Caídos que tenían lugar en estos campamentos no eran cristianos. El periódico inglés The Daily Telegraph reinterpretó las palabras de Segura diciendo que había dicho que las costumbres de estos campamentos eran de origen nacionalsocialista.
En noviembre de 1952 se pronunció contra un baile en el Círculo de Labradores de Sevilla. También en noviembre de 1952 el diario Sevilla dijo que Juana de Arco era hija bastarda del duque de Orleans, que no fue quemada y que contrajo matrimonio. El cardenal Segura escribió el 28 de noviembre una pastoral sobre la prensa y dijo que el periódico debía retractarse. El 5 de diciembre la agencia de noticias estadounidense United Press informó de que Segura consideraba insuficiente la censura en España.
Franco visitó Sevilla entre el 14 y el 29 de abril de 1953. Segura había programado impartir ejercicios espirituales en San Juan de Aznalfarache entre el 12 de abril y el 2 de mayo. Segura mandó a su vicario, Tomás Castrillo, a visitar a Franco en el Alcázar el 15 de abril. Por otro lado, retiró las licencias ministeriales al sacerdote Antonio Tineo, que iba a dar misa a Franco y a su esposa en el Alcázar. Tomás Castrillo y el cabildo catedralicio decidieron recibir también a Franco en la catedral. En respuesta, el 16 de mayo Segura despojó de sus cargos a Tomás Castrillo, su vicario, y Javier Alert, magistral de la catedral y encargado de las publicaciones diocesanas. El 13 de julio de 1953 la Secretaría de Estado de la Santa Sede informó de que se había decidido crear en Huelva una diócesis independiente de la de Sevilla, cosa a la que Segura se opuso en 1947. Segura escribió una pastoral el 3 de agosto diciendo que Roma desconocía el estado de la diócesis y sus esfuerzos apostólicos.
El 6 de diciembre de 1953 el cardenal Segura sancionó canónicamente al alcalde, el segundo teniente alcalde y seis concejales de Los Palacios y Villafranca por permitir bailes en las fiestas patronales. Ninguno podría recibir los sacramentos, ni exequias, ni ser sepultado en suelo sagrado en el plazo de un año. Los sancionados acudieron al nuncio el 19 de enero de 1954, solicitando la clemencia del papa. En una homilía del 3 de diciembre de 1953 criticó que se estrechasen relaciones entre España y los Estados Unidos, por ser aquel un país protestante, y dijo que había que combatir las falsas doctrinas. El artículo 6 del Concordato entre España y la Santa Sede, firmado a mediados de 1953, establecía la petición en las misas por el jefe del Estado. Segura fue el único que no firmó el decreto que obligaba a los sacerdotes de su diócesis a pedir por Franco. El 4 de marzo de 1954 el ministro de Exteriores, Alberto Martín-Artajo, protestó por esto ante la Santa Sede.
El 1 de mayo de 1954 Segura escribió contra el libro La Teología de la Política, del sacerdote Buenaventura García-Rodríguez, que había sido publicado por la Falange en 1952. El 29 de mayo de 1954 estuvo en Roma para la canonización de Pío X. Segura aprovechó para hablar en la Secretaría de Estado del Vaticano con Montini y Tardini. El 21 de julio de 1954 el cardenal Pizzardo, secretario del Santo Oficio, le envió a Segura una carta diciéndole que renunciase para vivir en un "necesario y merecido reposo" y que la segregación de Huelva fue para librarle de actividad. El 10 de agosto Segura rechazó la sugerencia diciendo que las acusaciones contra él era infundadas y que su salud era buena. Finalmente, pidió que le nombrasen un auxiliar.
Organizó una peregrinación para procesionar en Roma el 1 de noviembre con los estandartes religiosos de Sevilla festejando la realeza de la Virgen María. El 2 de noviembre de 1954 la Santa Sede decidió nombrar a José María Bueno Monreal coadjutor de Sevilla con derecho de sucesión, especificando que las autoridades civiles debían tratar todos los asuntos de la archidiócesis sevillana exclusivamente con el coadjutor. Ese mismo día se le comunicó a Segura que debía dejar plena libertad de acción a su coadjutor. Segura adujo defectos de forma en la comunicación del hecho para seguir actuando como antes. Presentó una instancia el 10 de noviembre y el 2 de diciembre el Santo Oficio le respondió que lo comunicado en Roma tenía validez. Bueno Monreal tuvo que presentar el 14 de diciembre las bulas pontificias ante el cabildo catedralicio y estas fueron publicadas traducidas al castellano el día 15 de diciembre en El Correo de Andalucía. El sobrino del cardenal Segura, Antonio Segura, editó un panfleto anónimo a finales de 1954 con el título El cardenal Segura, mártir de la verdad. En él se decía que el cardenal era un luchador por la Fe que había sido víctima de gente manejada por sectas del Diablo y que seguía capacitado para ejercer su cargo.
El nuncio Antoniutti estuvo en Sevilla en febrero de 1955 presidiendo un congreso diocesano de Acción Católica. El 18 de febrero, en la catedral de Sevilla, cuando Antoniutti terminó de hablar, el cardenal Segura tomó la palabra y aprovechó para criticar la propaganda protestante. El 19 de febrero, en la clausura del congreso, el nuncio criticó el panfleto anónimo y dijo que era inútil expresar amor al papa y, al mismo tiempo, no respetar sus decisiones y que los que contradecían al papa estaban equivocados. El 22 de febrero Segura escribió al cardenal Canali diciendo que el nuncio le había injuriado. Entre finales de febrero y principios de marzo de 1955 el obispo de Guadix-Baza visitó a Segura. El 2 de marzo Radio París divulgó la noticia falsa de que el obispo de Guadix-Baza le había dicho a Segura, en nombre de la Santa Sede, que se retirase a un convento de Burgos. El 6 de marzo el diario francés Le Monde dio por cierta esa noticia. El diario francés L'Aurore también dio por cierta la noticia y añadió que, aunque en el cónclave de 1939 Segura intentó que Pacelli no fuese elegido papa, el pontífice le había perdonado. El 30 de marzo de 1955 Segura fue operado con éxito en el Hospital de Nuestra Señora del Rosario de Madrid de una hernia inguinal doble, regresando a Sevilla a finales de abril.
El cardenal Segura patrocinó un convento de salesas en San Juan de Aznalfarache. En enero de 1955 Segura ordenó a una religiosa de este cenobio que se marchase por perturbar el orden. La superiora recurrió al coadjutor Bueno Monreal, que suspendió la orden porque se había hecho sin expediente canónico. Segura pidió a la Santa Sede la supresión del convento, pero la Congregación de Religiosos descartó esta opción en mayo de 1955. En agosto Segura escribió al papa y el 14 de octubre les dio a las religiosas un mes para abandonar el inmueble. El coadjutor informó de esto al nuncio y a la Santa Sede. El 28 de octubre el prefecto de la Congregación de Religiosos dejó sin efecto la decisión y el 29 de octubre la Congregación Consistorial decidió nombrar administrador apostólico de la archidiócesis de Sevilla a Bueno Monreal. En marzo de 1956 estuvo ingresado nuevamente en el Hospital de Nuestra Señora del Rosario de Madrid.

## Fallecimiento y entierro

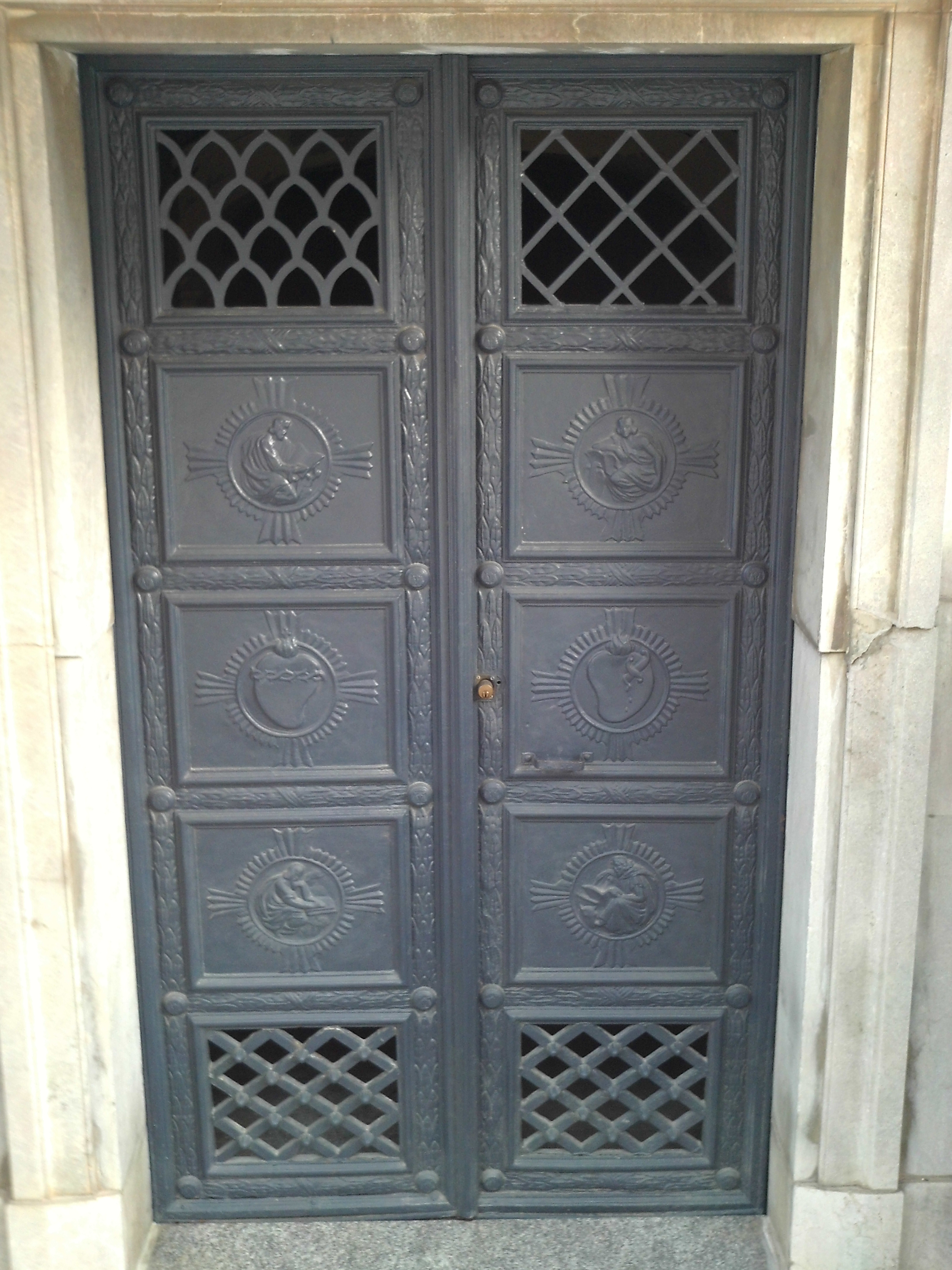
Puerta de la cripta donde está enterrado Segura.

El 30 de marzo de 1957 ingresó por tercera vez en el Hospital de Nuestra Señora del Rosario de Madrid, donde murió el 8 de abril.
Su cuerpo fue trasladado el 9 de abril a Sevilla donde, por orden de Francisco Franco, se le rindieron honores propios de un capitán general con mando en plaza. La capilla ardiente se instaló en el palacio arzobispal y, según el diario ABC, pasaron por ella 150.000 personas.
Fue enterrado junto al resto de su familia en la cripta del monumento al Sagrado Corazón de Jesús situado en la localidad sevillana de San Juan de Aznalfarache. Este monumento, situado sobre un cerro, fue encargo por el cardenal al arquitecto sevillano Aurelio Gómez Millán y terminado en 1948. Se encuentra en un complejo religioso funcional dependiente de la diócesis de Sevilla: hay tres iglesias, un vía crucis con todas sus estaciones, un jardín con altares con relieves de cada uno de los misterios del rosario; un seminario Redemptoris Mater; una casa de ejercicios espirituales; y un colegio regentado por religiosas teresianas.

## Distinciones y reconocimientos
- Gran Cruz de la Real Orden de Isabel la Católica (1922). Se la concedió el rey Alfonso XIII por el celo pastoral de Pedro Segura -entonces obispo de Corias- en la pobrísima región de Las Hurdes. El rey llegó a afirmar: "con unos cuantos obispos así arreglaba yo España".[226]

## Obras

### Libros
- Horas de luz al cielo (Toledo, 1929). Es un conjunto de conferencias pronunciadas en Toledo por el cardenal Segura en la Cuaresma de 1929.

- Horas de paz (Toledo, 1930). Es un conjunto de conferencias pronunciadas en Toledo por el cardenal Segura en la Cuaresma de 1930.

- Yo soy la verdadera vid (Sevilla, 1948). Conjunto de predicaciones cuaresmales del cardenal Segura pronunciadas entre 1947 y 1948 en la Parroquia de San Miguel de Jerez de la Frontera.

- En torno al VII centenario de la conquista de Sevilla (Sevilla, 1948).

- El culto a Nuestra Señora de la Merced y la esclavitud antigua (Sevilla, 1950).

### Cartas pastorales
- El Santísimo Rosario en las necesidades públicas (24 de septiembre de 1923).
- Sobre los deberes de los católicos en la hora actual (1 de mayo de 1931).
- Sobre los deberes del cargo pastoral (4 de julio de 1931).
- La paz de Cristo (12 de octubre de 1937).
- Por los fueros de la verdad y la justicia (2 de abril de 1940).
- Sobre los principales errores modernos (30 de diciembre de 1943).
- Sobre las rogativas por las necesidades de la patria (1 de marzo de 1946).
- Sobre la prohibición diocesana de los bailes (12 de abril de 1947).